# Тиранчик-рудь білогорлий
Тира́нчик-рудь білогорлий (Euscarthmus rufomarginatus) — вид горобцеподібних птахів родини тиранових (Tyrannidae). Мешкає в Південній Америці.

## Опис
Довжина птаха становить 11 см, враховуючи довгий хвіст. Верхня частина тіла тьмяно-коричнева, над очима нечіткі, світло-охристі "брови". Хвіст і крила темні, на крилах дві тьмяно-жовті смуги. Горло біле, груди і боки оливково-охристі, решта нижньої частини тіла жовтувата. Дзьоб тонкий, сірий, знизу жовтуватий.

## Поширення і екологія
Білогорлі тиранчики-руді мешкають в центральній Бразилії, північній Болівії та на північному сході Парагваю, спостерігалися також на півдні Суринаму та на півночі Бразилії (Амапа). Вони живуть в сухих чагарникових заростях кампо і саванах серрадо. Зустрічаються на висоті до 1000 м над рівнем моря. Живляться комахами і дрібними плодами.

## Збереження
МСОП класифікує стан збереження цього виду як близький до загрозливого. Білогорлим тиранчикам-рудям загрожує знищення природного середовища.